# 점원들 2
《점원들 2》(영어: Clerks II)는 2006년 개봉한 미국의 블랙 코미디 영화이다. 《점원들》(1994)의 속편이다.

## 줄거리
1편의 사건으로부터 10년 뒤. 편의점 퀵스탑에서 일하는 단테이는 가게가 화재로 전소된 것을 발견한다. 절친 랜들이 커피 포트를 끄지 않고 퇴근한 탓이다. 퀵스탑과 비디오 가게가 사라지자 단테이와 랜들은 무비스라는 패스트푸드점에서 일하게 되고, 그곳에서 독실한 기독교인 십대 일라이어스와 매니저 베키를 만난다.
1년 후 단테이는 부유하지만 간섭이 심한 약혼녀 에마와 플로리다주로 이사할 계획을 세운다. 랜들은 단테이를 잃을까봐 불안해하며 에마와의 관계에 반감을 갖는다. 한편 제이와 사일런트 밥은 마약 소지 혐의로 재활 치료를 받은 후 모비스 앞에서 다시 어슬렁거리고 마약을 판매하는 등 이전과 같은 행동을 한다.
단테이는 결혼식에서 출 춤을 걱정하고, 베키는 그에게 춤을 가르쳐주다 분위기에 취해 서로 사랑을 고백한다. 베키는 몇 주 전 단테이와 하룻밤을 보낸 결과로 임신했음을 밝히지만, 아무에게도 말하지 말라고 한다. 그러나 단테이는 랜들에게 이 사실을 알리고, 베키는 그 사실에 화를 내고 떠난다.
랜들은 단테이에게 베키를 찾아 떠나라고 부추기며 단테이를 위한 깜짝 송별회를 준비한다. 랜들은 파티를 위해 '킹키 켈리와 섹시 스터드'라는 당나귀 수간 쇼를 고용한다. 단테이는 연무기에서 나온 수증기를 보고 불이 난 것으로 오인해 소방서를 부르지만 아무 문제가 없다는 걸 알게 되자 이내 쇼를 관람한다. 이때 베키가 돌아와 단테이에 대한 사랑을 고백한다. 두 사람이 키스하는 순간 에마가 케이크를 들고 나타나 단테이에게 약혼 반지를 던지고, 케이크를 덮어씌우고 떠난다. 소방서와 경찰이 도착하고, 단테이, 랜들, 일라이어스, 제이, 사일런트 밥, 그리고 섹시 스터드는 쇼로 인해 체포된다.
감옥에서 단테이는 랜들과의 우정을 후회하고 랜들은 단테이가 타인의 기준에 맞춰 삶을 살고 있다며 비난한다. 그러나 결국 두 사람은 서로를 아끼는 마음을 확인한다. 랜들은 퀵스탑을 사서 다시 열자고 제안하고, 제이와 사일런트 밥이 저작권 수입금으로 자금을 지원하겠다고 나선다. 단테이는 랜들의 진심에 감동해 제안을 수락한다. 이후 이들은 풀려나고, 단테이는 무비스에서 베키에게 청혼한다. 퀵스탑과 비디오 가게를 재건한 단테이와 랜들은 일라이어스를 비디오 가게 직원으로 고용한다.
가게가 다시 문을 열고, 단테이와 랜들은 "오늘이 우리에게 남은 인생의 첫날"이라고 외치며 영화는 끝이 난다. 화면은 흑백으로 바뀌고 1편의 우유 배달원이 우유통을 하나하나 살펴보고 있는 모습으로 마무리된다.

## 출연
- 브라이언 오핼러런 - 단테이 힉스 역
- 제프 앤더슨 - 랜들 그레이브스 역
- 로자리오 도슨 - 베키 스콧 역
- 트레버 퍼먼 - 일라이어스 글러버 역
- 제니퍼 슈월바크 - 에마 번팅 역
- 제이슨 뮤스 - 제이 역
- 케빈 스미스 - 사일런트 밥 역
- 제이슨 리 - 랜스 다우즈 역
- 완다 사이크스 - 화가 난 고객 역
- 이선 수플리 - 제이와 사일런트 밥에게서 대마를 사는 남자 역
- 벤 애플렉 - 단테이와 에마의 키스를 쳐다보는 고객 역
- 케빈 와이즈먼 - 반지의 제왕 팬인 고객 역